# إسماعيل مقدم
إسماعيل مقدم هو لاعب كرة قدم مغربي محترف، من مواليد 26 يوليو 1995، يلعب في مركز قلب الدفاع نادي العلا السعودي والمنتخب المغربي.

## حياته
ولد إسماعيل مقدم في 26 يوليو 1995 في بوزنيقة، انضم إلى فريق الشباب في الوفاق بوزنيقة قبل أن ينتقل إلى فريق حسنية بنسليمان في عام 2014.

## مهنة النادي
ظهر لأول مرة في عام 2016 مع نادي وداد تمارة في دوري الدرجة الثانية، وفي نهاية الموسم حاول الانتقال إلى نادي الفتح الرياضي لكن الصفقة ألغيت.

### النهضة البركانية
وخلال صيف 2018، حاول الانتقال الى نادي الرجاء ولكن لم يقنع المدرب الإسباني خوان كارلوس؛ وفي أغسطس وقع عقدًا مدته أربع سنوات مع نادي النهضة البركانية. سرعان ما أصبح لاعبًا أساسيًا تحت قيادة منير الجواني ولعب نهائي كأس العرش في 18 نوفمبر 2018 ضد الوداد الفاسي، حيث سجل خلال ركلات الترجيح وتمكن نادي النهضة من الفوز بأول لقب له.
شارك في كأس الكونفيدرالية الإفريقية، حيث وصل النادي إلى نهائي موسم 2018-2019، ولكن خسر بركلات الترجيح أمام نادي الزمالك، لعب إسماعيل 16 مباراة فيها؛ وفي الموسم التالي، فاز بالبطولة مع النادي على حساب بيراميدز المصري في المباراة النهائية بنتيجة (1-0). وشارك في 14 مباراة، مع تمريرتين مساعدتين ضد فريق زاناكو الزامبي.
وفي 20 مايو 2022، فاز بكأس الاتحاد للمرة الثانية بفوزه على نادي أورلاندو بيراتس بركلات الترجيح (التعادل 1-1).

### الرجاء الرياضي
انضم إلى الرجاء في 15 يوليو 2022 ووقع عقدًا لمدة ثلاث سنوات. وفي 19 أكتوبر، ظهر لأول مرة ضد نادي حسنية أكادير إلى جانب مروان هدهودي في الدفاع.

## مهنة دولية
في 21 سبتمبر 2019 لعب أول مبارة له مع منتخب المغرب ضد الجزائر بقيادة الحسين عموتة.

## الإنجازات
النهضة
- كأس العرش: 2018
- كأس الكونفيدرالية الإفريقية: 2020 و2022؛ الوصيف: 2021
- وصيف كأس السوبر الإفريقي: 2021

## روابط خارجية
- إسماعيل مقدم على موقع قاعدة بيانات كرة القدم.إي يو (الإنجليزية)
- إسماعيل مقدم على موقع كووورة